# Cryptops polyodontus
Cryptops polyodontus är en mångfotingart som beskrevs av Carl Graf Attems 1903. Cryptops polyodontus ingår i släktet Cryptops och familjen Cryptopidae. Inga underarter finns listade i Catalogue of Life.